# Diana di Cordona
Diana di Cordona (* 1499; † 1550) war eine italienische Kurtisane und Mätresse des polnischen Königs Sigismund II. August aus dem Hause der Jagiellonen und des italienischen Fürsten Cesare I. Gonzaga.